# E441

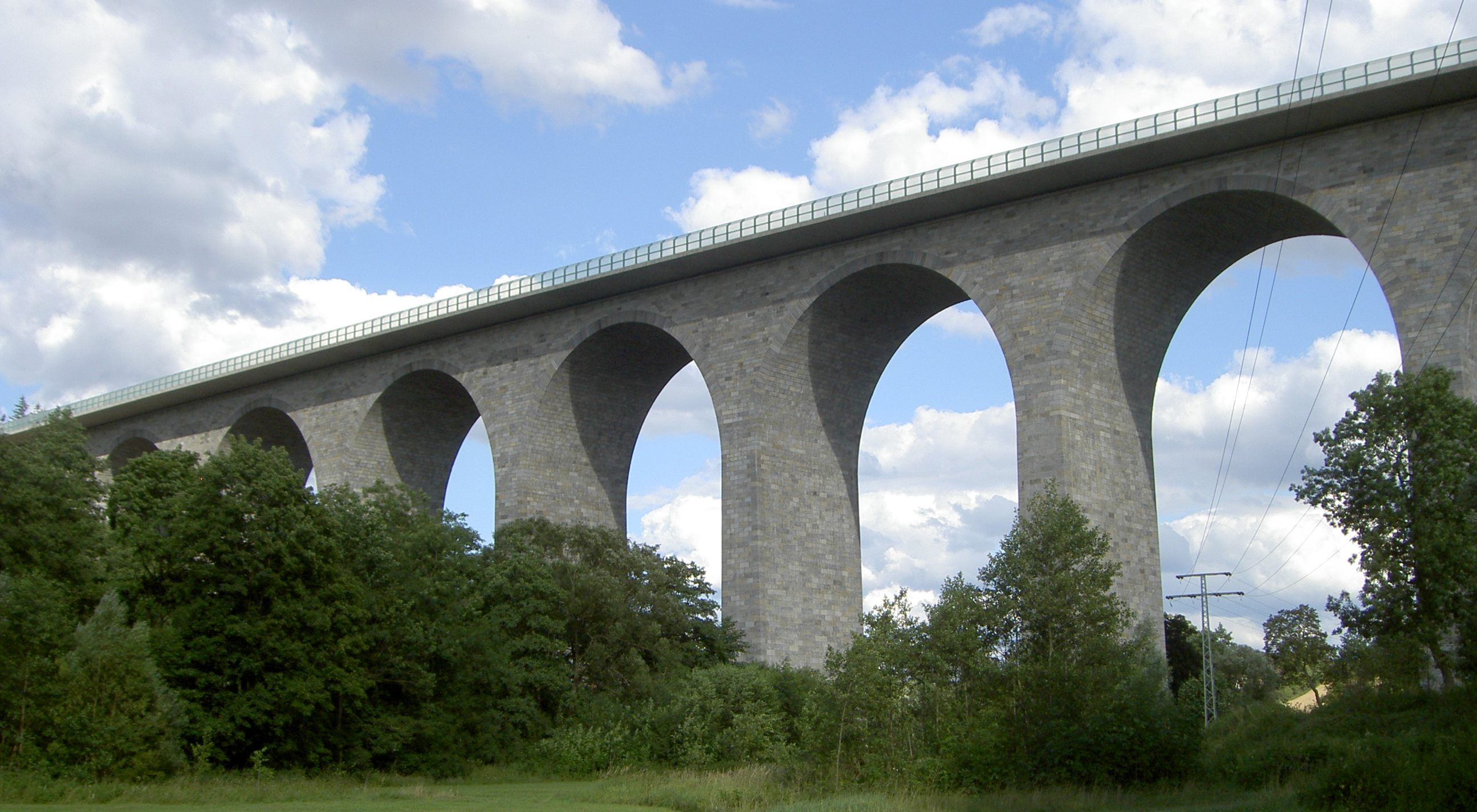
Elsterdalbron, söder om Plauen.

E441 är en 110 km lång europaväg som endast går i Tyskland.

## Sträckning och anslutningar
Den går sträckan Hof - Plauen - Chemnitz, följer den tyska motorvägen A72 (motorväg, Tyskland) och ansluter till E40, E49 och E51.

## Historik
Europavägen infördes 1985, då endast inom Östtyskland på sträckan från Plauen till Chemnitz (som då hette Karl-Marx-Stadt), eftersom den aktuella gränsövergången var stängd. Innan 1985 hette vägen i den gamla systemet E62, ända till Hof i Västtyskland även om gränsen var stängd längs denna väg.
Gränsövergången öppnades år 1990 i samband med återföreningen. År 2004 hade Tyskland kommit på att europavägen var en återvändsväg i europavägssystemet; det fanns en lucka på 25 km mellan Hof och Plauen. Man ansökte om förlängning  vilket godkändes.